# 35.ª reunião de cúpula do G8

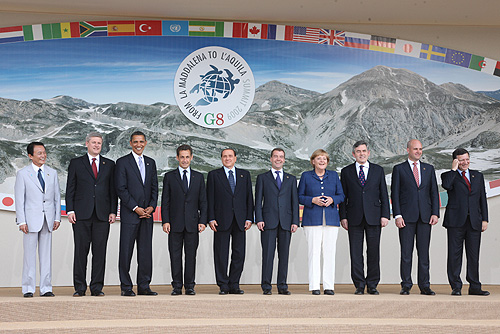
Líderes do G8 posando no primeiro dia do evento.

A 35.ª Cúpula dos Países Desenvolvidos (português brasileiro) ou 35.ª Cimeira dos Países Desenvolvidos (português europeu) realizou-se entre 8 e 10 de julho de 2009, na academia da Guardia di Finanza localizada na cidade de Áquila, Itália. O local da reunião foi alterado de La Maddalena como parte de uma tentativa do governo italiano de redistribuir fundos para Áquila que foi quase devastada pelo terremoto de abril de 2009.

## Participantes
Além dos líderes do G8, participam dessa reunião chefes de Estado e outras autoridades, porém esses participam apenas de algumas atividades.

### Permanentes

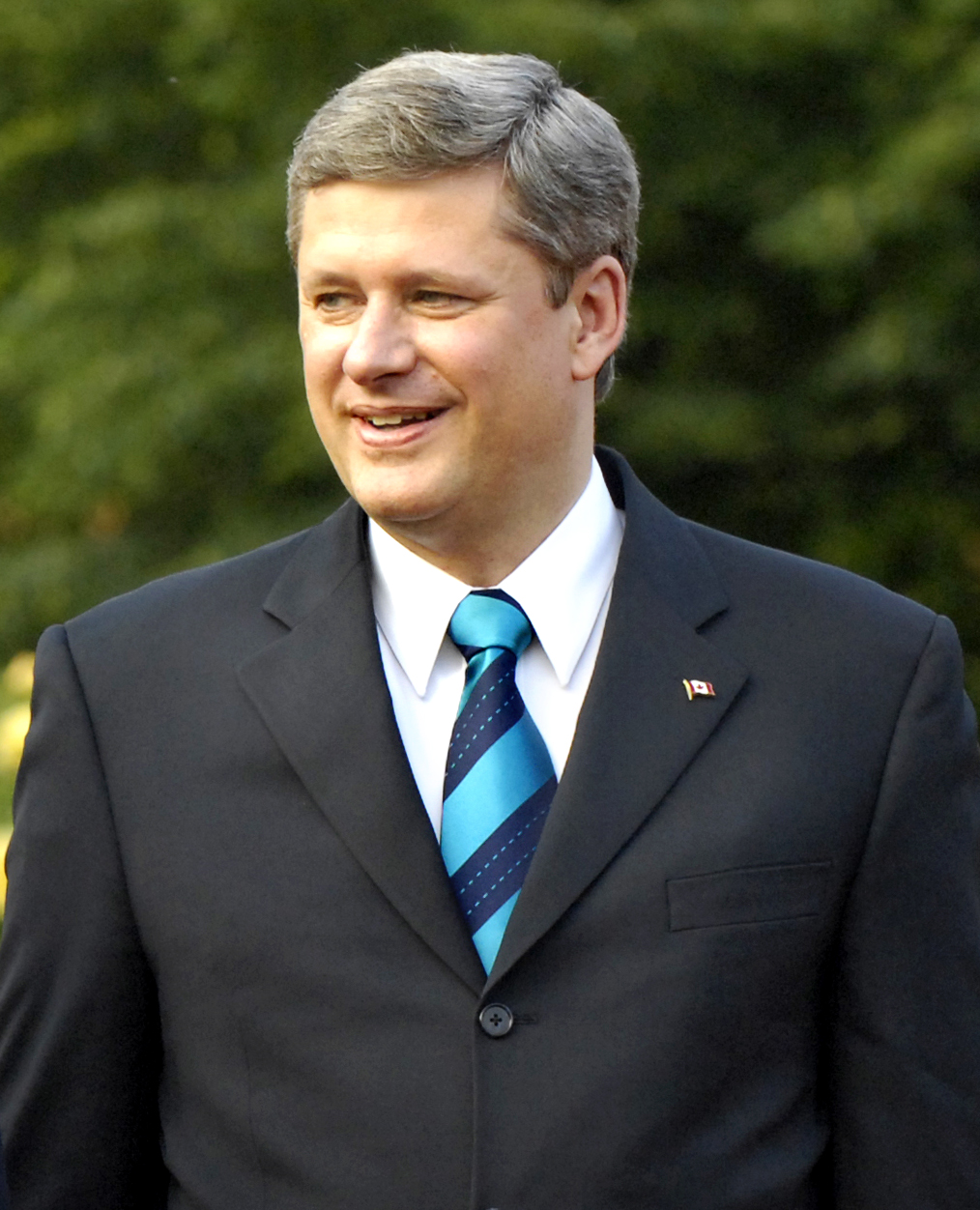
CAN Stephen Harper
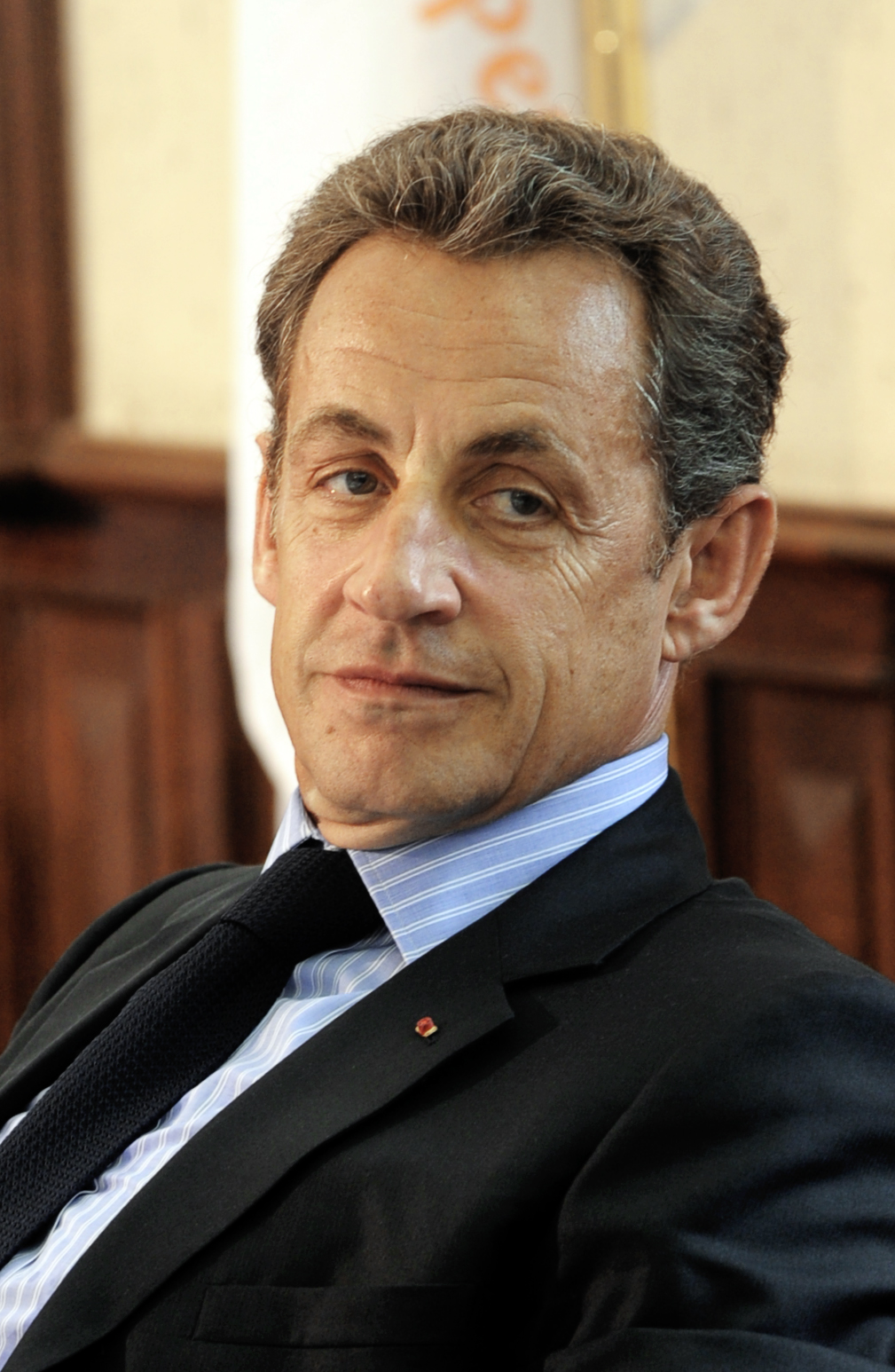
FRA Nicolas Sarkozy
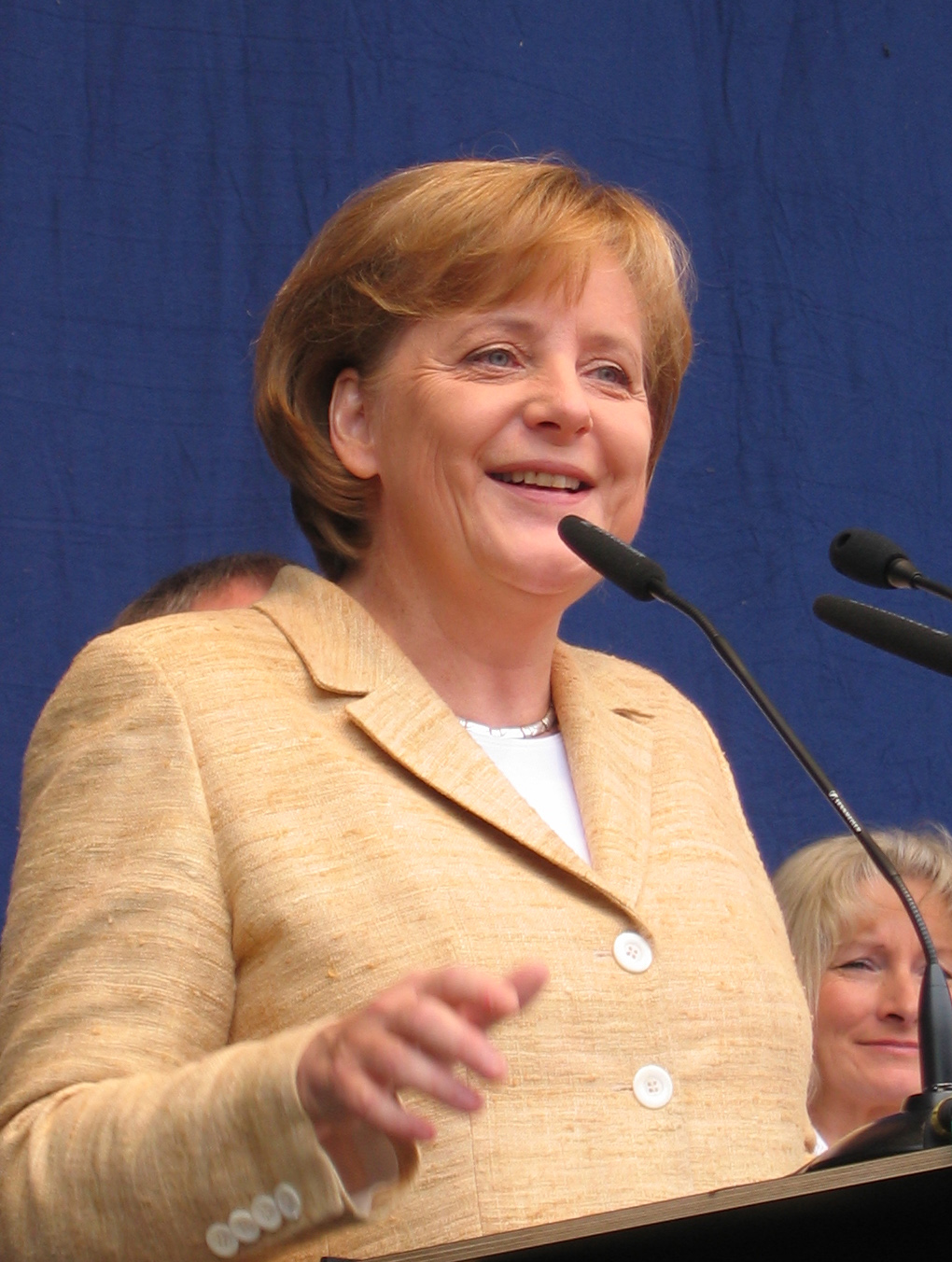
DEU Angela Merkel
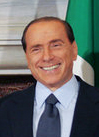
ITA Silvio Berlusconi (anfitrião)
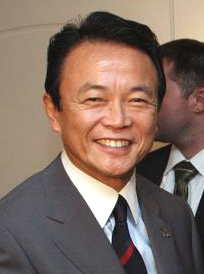
JPN Taro Aso (primeira participação)
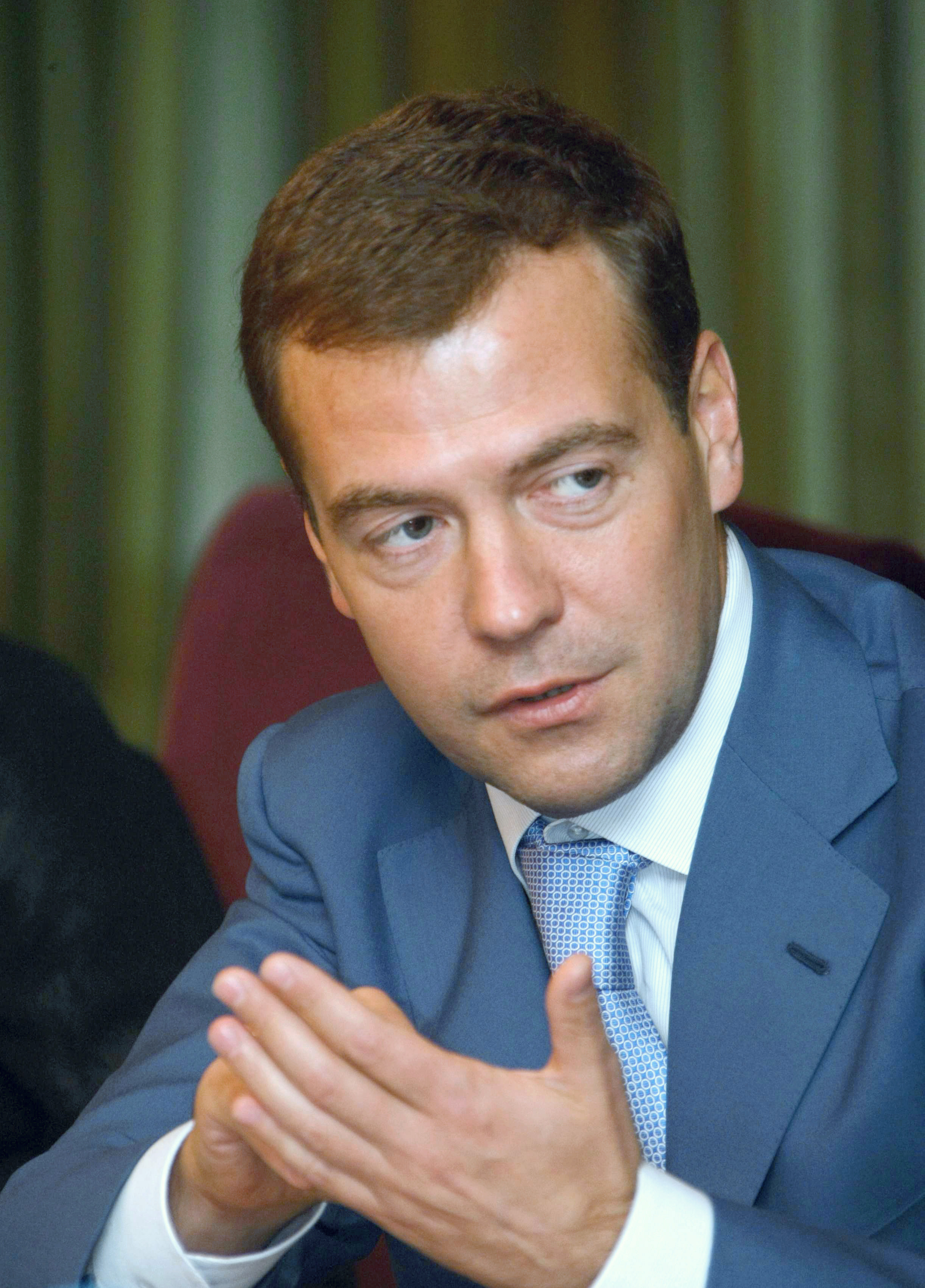
RUS Dmitri Medvedev
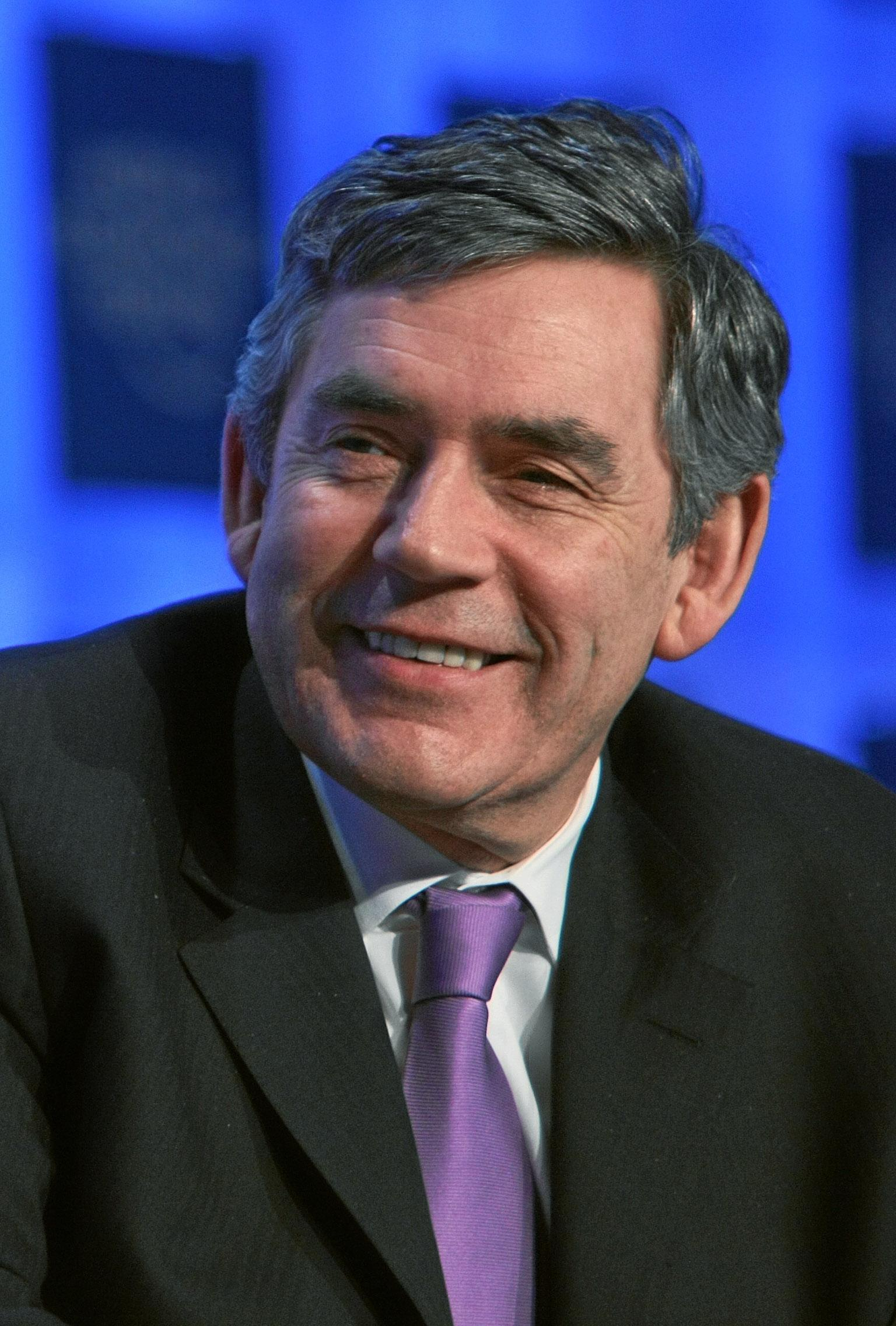
GBR Gordon Brown
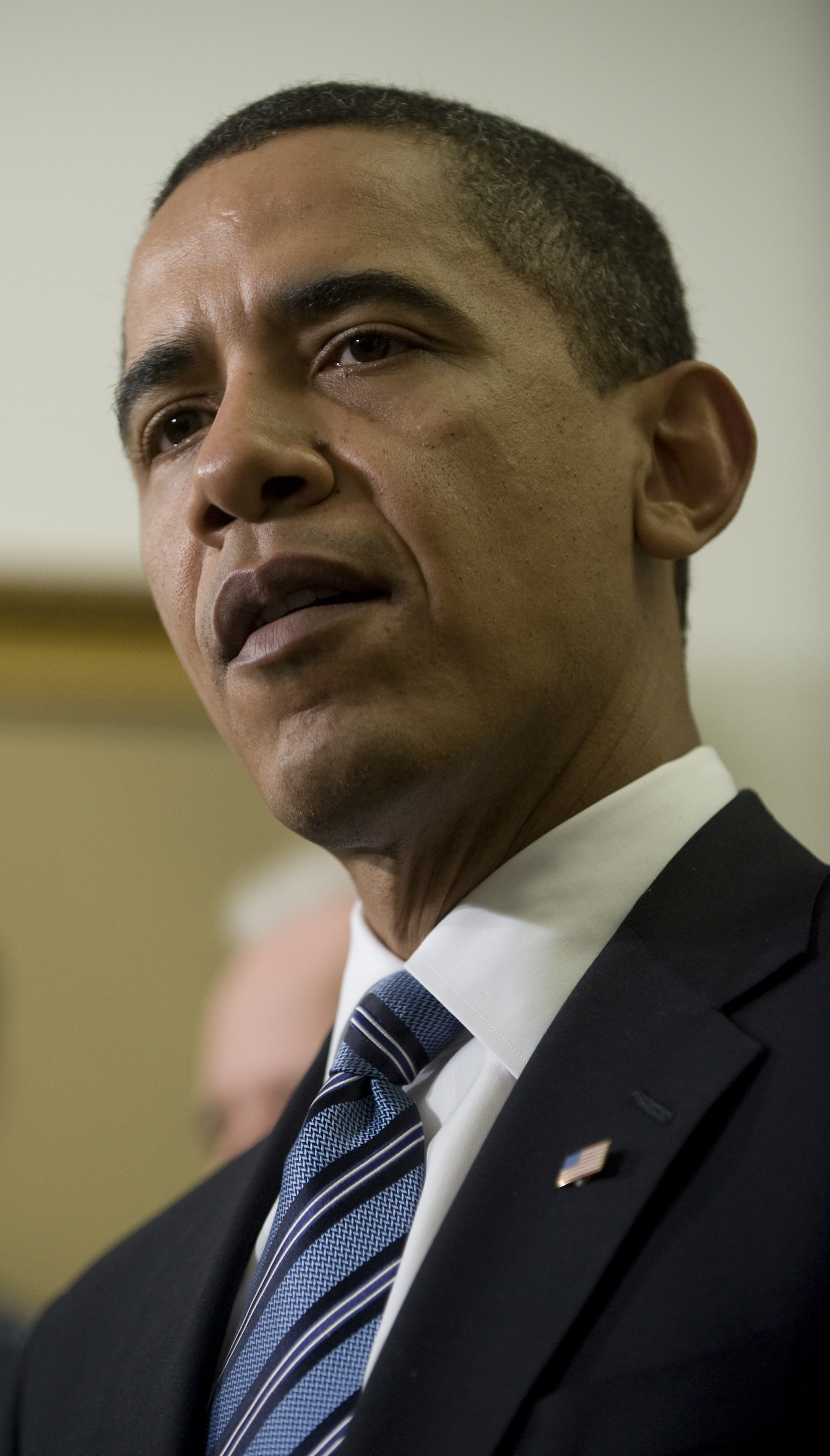
USA Barack Obama (primeira participação)

- Canadá
Stephen Harper
- França
Nicolas Sarkozy
- Alemanha
Angela Merkel
- Itália
Silvio Berlusconi
(anfitrião)
- Japão
Taro Aso
(primeira participação)
- Rússia
Dmitri Medvedev
- Reino Unido
Gordon Brown
- Estados Unidos
Barack Obama
(primeira participação)

### Convidados

#### G8+5
- China
Dai Bingguo[a]
- Índia
Manmohan Singh
- México
Felipe Calderón
- África do Sul
Jacob Zuma

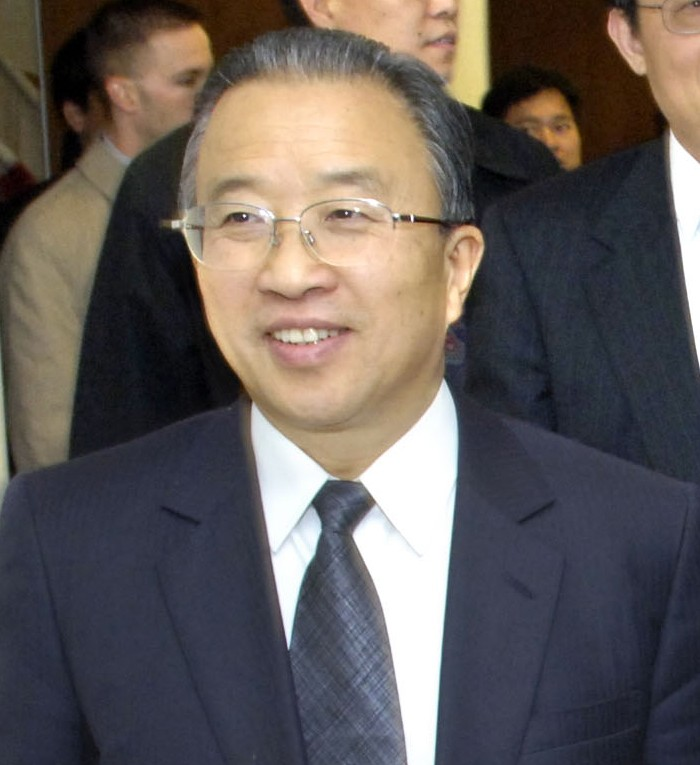
CHN Dai Bingguo
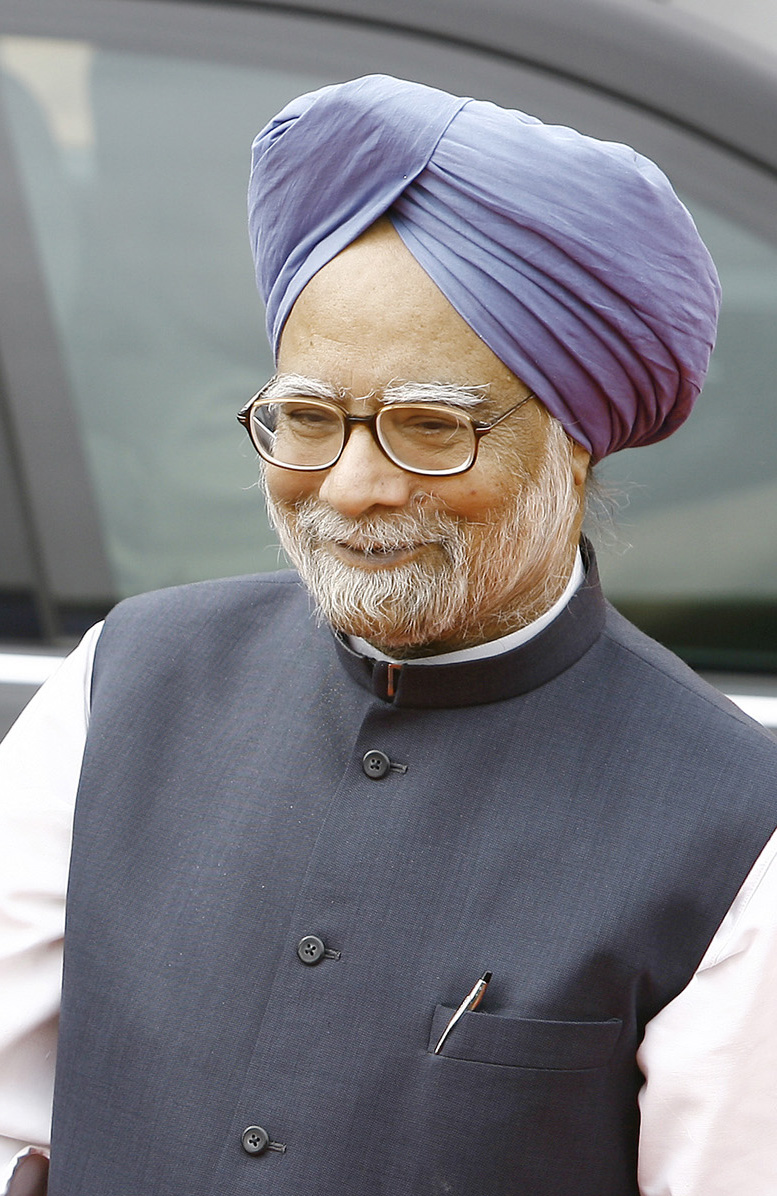
IND Manmohan Singh
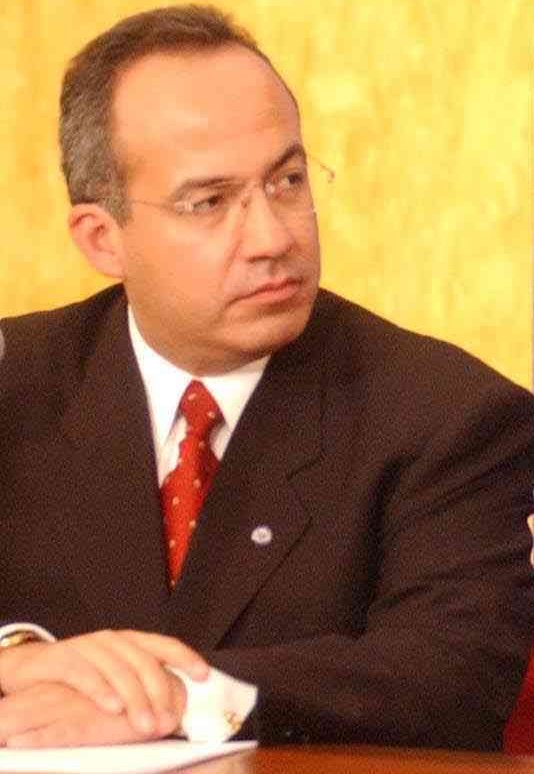
MEX Felipe Calderón
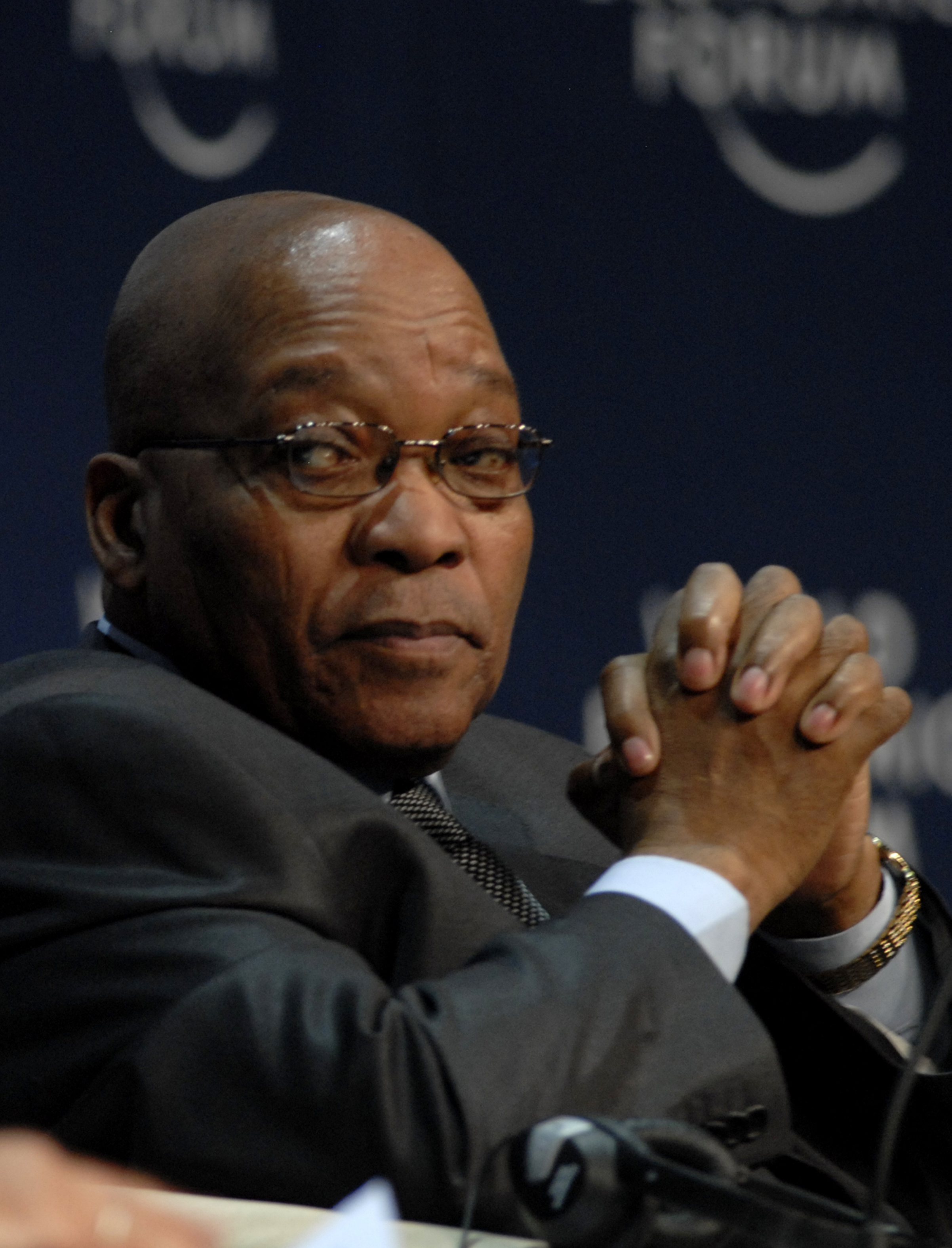
ZAF Jacob Zuma

a. ^ O presidente chinês Hu Jintao reduziu sua participação para acompanhar os sérios distúrbio étnicos ocorridos em Ürümqi. O conselheiro de estado, Dai Bingguo, liderou a delegação chinesa.

#### Outros líderes
- Argélia – Abdelaziz Bouteflika, presidente
- Angola – José Eduardo dos Santos, presidente
- Austrália – Kevin Rudd, primeiro-ministro
- Dinamarca – Lars Løkke Rasmussen, primeiro-ministro
- Egito – Hosni Mubarak, presidente
- Indonésia – Susilo Bambang Yudhoyono, presidente
- Líbia – Muammar al-Gaddafi, presidente do conselho da revolução
- Países Baixos – Jan Peter Balkenende, primeiro-ministro
- Nigéria – Umaru Yar'Adua, presidente
- Senegal – Abdoulaye Wade, presidente
- Coreia do Sul – Lee Myung-bak, presidente
- Espanha – José Luis Rodríguez Zapatero, primeiro-ministro
- Suécia – (participando como presidente do Conselho Europeu).
- Turquia – Recep Tayyip Erdoğan, primeiro-ministro

#### Líderes de organizações internacionais
- Agência Internacional de Energia
- Agência Internacional de Energia Atômica
- Banco Mundial
- Comunidade dos Estados Independentes
- Organização das Nações Unidas (ONU)
- Organização Mundial da Saúde (OMS)
- Organização Mundial do Comércio (OMC)
- UNESCO
- União Africana
- União Europeia – José Manuel Durão Barroso, presidente